# Nova Ciortorîia, Liubar
Nova Ciortorîia (în ucraineană Нова Чортория) este o comună în raionul Liubar, regiunea Jîtomîr, Ucraina, formată numai din satul de reședință.

## Demografie
Componența lingvistică a comunei Nova Ciortorîia
     Ucraineană (98,25%)
     Rusă (1,54%)
     Alte limbi (0,11%)
Conform recensământului din 2001, majoritatea populației comunei Nova Ciortorîia era vorbitoare de ucraineană (98,25%), existând în minoritate și vorbitori de rusă (1,54%).